# Корписи
Корписи (пол. Korpysy) — село в Польщі, у гміні Остшешув Остшешовського повіту Великопольського воєводства.
Населення — 170 осіб (2011).
У 1975-1998 роках село належало до Каліського воєводства.

## Демографія
Демографічна структура станом на 31 березня 2011 року:
|          | Загалом | Допрацездатний вік | Працездатний вік | Постпрацездатний вік |
| -------- | ------- | ------------------ | ---------------- | -------------------- |
| Чоловіки | 91      | 29                 | 50               | 12                   |
| Жінки    | 79      | 18                 | 46               | 15                   |
| Разом    | 170     | 47                 | 96               | 27                   |